# José Alencar
José Alencar Gomes da Silva (Muriaé, 17 ottobre 1931 – San Paolo, 29 marzo 2011) è stato un politico brasiliano.

## Biografia
Noto anche come José Alencar, il Resistente, è stato esponente del Partito Repubblicano Brasiliano e vicepresidente del Brasile dal 1º gennaio 2003 al 31 dicembre 2010.
È morto a San Paolo all'età di 79 anni, a causa di un cancro dopo 13 giorni di ricovero ospedaliero.